# Tractat de Teusina
El Tractat de Teusina o Tyavzin o Tyavzino (Finès: Täyssinän rauha), també conegut com la Pau Eterna amb Suècia a Rússia, fou conclòs pels diplomàtics russos, a les ordres del boiar Afanasiy Pushkin, i l'ambaixador suec al poble de Tyavzino (Finès:Täyssinä, Suec: Teusina) a Íngria el 18 de maig de 1595. El tractat posà final a la Guerra russosueca (1590–1595)
El tractat revisà les clàusules del Tractat de Plussa de 1583, retornant a Rússia tot el territori que cedí excepte Narva. Rússia rebé gran part d'Íngria, amb les ciutats de Ivangorod, Jama, Koporye i la Fortalesa de Korela. A efectes pràctics, el tractat restablia les fronteres anteriors a la Guerra de Livònia. La frontera fou traçada a través del riu Systerbäck, els llacs Saimaa, Inari, l'assentament de Neiden fins al Mar de Barentsz. Rússia va haver de renunciar a les seves reclamacions sobre Estònia incloent Narva, i la sobirania sueca sobre Estònia, que exercien de fet però no de dret des de 1561, fou confirmada.
Suècia recuperà el control sobre Íngria en el Tractat de Stolbovo el 1617, després de la Guerra d'Íngria.